# 柳原淳光
柳原淳光（やなぎわら あつみつ、天文10年（1541年）7月30日 - 慶長2年（1597年）8月11日）は、室町時代後期の公卿。初名は柳原将光。院号は瑞光院。

## 官歴
- 天文16年（1547年）：宮内権大輔、左兵衛権佐、従五位上
- 天文17年（1548年）：越中介
- 天文19年（1550年）：左少弁、正五位上
- 天文23年（1554年）：五位蔵人、右中弁
- 天文24年（1555年）：左中弁
- 永禄2年（1559年）：従四位上、蔵人頭
- 永禄3年（1560年）：正四位上、右大弁
- 永禄6年（1563年）：左大弁、参議
- 永禄9年（1566年）：従三位
- 永禄11年（1568年）：権中納言
- 永禄13年（1570年）：賀茂伝奏
- 元亀2年（1571年）：正三位
- 天正4年（1576年）：従二位
- 天正7年（1579年）：権大納言、正二位、神宮伝奏
- 慶長2年（1597年）：従一位
- 慶長18年（1613年）：准大臣

## 系譜
- 実父：町資将
- 実母：竹屋光継の娘
- 養父：柳原資定
- 子：柳原資淳
- 子：高倉範国
- 子：柳原資俊